# Aegiochus kakai
Aegiochus kakai är en kräftdjursart som beskrevs av Bruce 2009. Aegiochus kakai ingår i släktet Aegiochus och familjen Aegidae. Inga underarter finns listade i Catalogue of Life.